# 威廉·鮑德溫
威廉·鮑德溫（英語：William Joseph "Billy" Baldwin，1963年2月21日—）是美國的演員、製作人和作家，他的電影代表作有別闖陰陽界、烈火雄心、超速快感等。並且它還參加了電視劇黑金家族、緋聞女孩、天堂執法者的出演。

## 外部連結
- 威廉·鮑德溫在互联网电影资料库（IMDb）上的資料（英文）
- 在AllMovie上威廉·鮑德溫的頁面（英文）
- William Baldwin | The Official Site （页面存档备份，存于）
- William Baldwin discussing wrestling